# Pêni antigo
péni (português europeu) ou pêni (português brasileiro) antigo (em inglês: Penny), é a expressão utilizada no Reino Unido para descrever a unidade monetária antes da pré-adoção do sistema decimal em 1971.

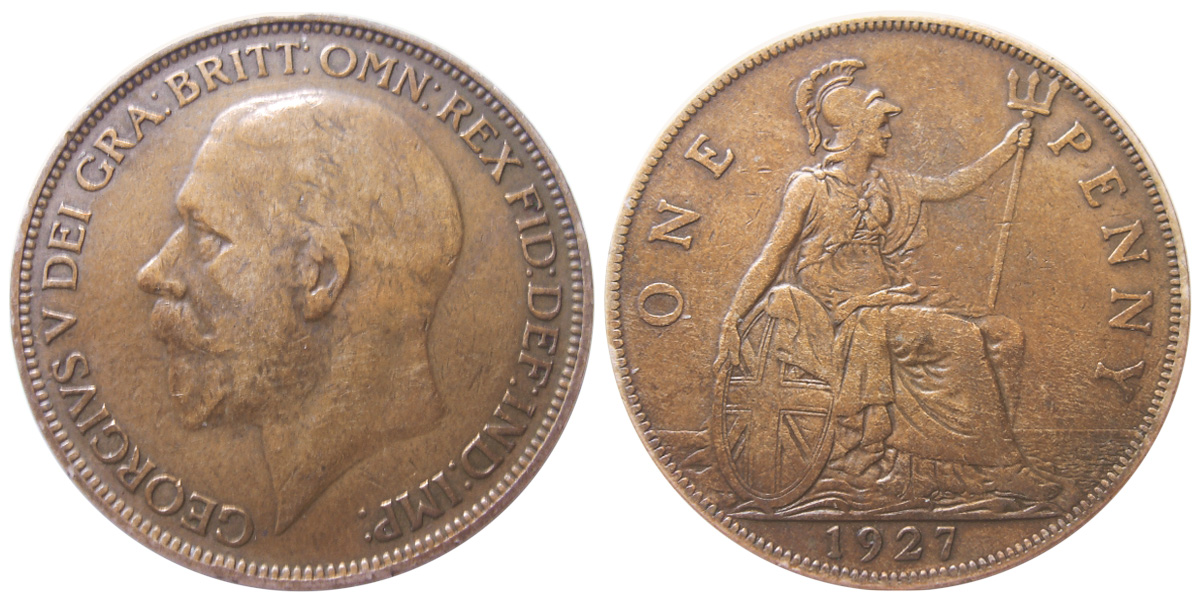
Um pêni antigo (1927).

A abreviatura usada ao se escrever quantias em pence antigo era d (do latim denário); assim, três pence antigos eram escritos como 3d. O valor de um pêni antigo era de 1/240 de uma libra. Esta moeda era substancialmente maior em tamanho do que o centavo dos Estados Unidos ou Canadá, embora tivesse um valor semelhante devido à desvalorização da libra esterlina em 1949.